# La Justice des hommes
Pour plus de détails, voir Fiche technique et Distribution.
La Justice des hommes (titre original : The Talk of the Town) est un film américain réalisé par George Stevens, sorti en 1942.

## Synopsis
Lorsque la filature Holmes se trouve ravagée par un incendie, son directeur, Andrew Holmes, accuse l'un de ses employés, Leopold Dilg, contestataire notoire. Un homme, le contremaître Clyde Bracken a disparu, on le croit mort. Dilg, qui clame son innocence, se retrouve inculpé de meurtre par une campagne de presse savamment orchestrée par Holmes. Ayant réussi à s'évader et décidé à obtenir un jugement équitable, Dilg trouve refuge chez Nora Shelley, une ancienne camarade de classe, dont la maison est louée à Michael Lightcap, un important juriste de Boston venu écrire un livre au calme. Dilg aime le bortsch une spécialité culinaire polonaise,  et il fait partager son goût à Michael et à Nora. Lorsque Michael va en acheter pour 3 personnes chez Pulaski, celui ci croit reconnaître Dilg qui se cache sous une barbe. Le sheriff arrive à la maison de Nora avec ses hommes et des chiens, il veut arrêter Michael qu’il prend pour Dilg. Nora explique que c’est en fait un professeur. Quant à Dilg, il se cache dans la maison. Michael, convaincu de l'innocence de Dilg, prouvera qu'en fait Bracken n'est pas mort...

## Fiche technique
- Titre : La Justice des hommes
- Titre original : The Talk of the Town
- Réalisation : George Stevens, assisté d'Earl Bellamy (non crédité)
- Scénario : Dale Van Every (en) (adaptation), Irwin Shaw et Sidney Buchman d'après une histoire de Sidney Harmon
- Directeur artistique : Lionel Banks
- Décors : Fay Babcock
- Costumes : Irene pour les robes de Jean Arthur, Gail Ducharme, Tom Dawson
- Photographie : Ted Tetzlaff
- Son : Lodge Cunningham, Eldon Coutts
- Musique : Friedrich Hollaender
- Montage : Otto Meyer
- Producteur : George Stevens
- Producteur associé : Fred Guiol
- Société de production : Columbia Pictures
- Société de distribution : Columbia Pictures
- Pays d'origine :  États-Unis
- Format : Noir et blanc - 1,37:1 - Son : Mono (Western Electric Mirrophonic Recording)
- Genre : Comédie dramatique, romance
- Durée : 118 minutes
- Dates de sortie :
  -  États-Unis : 20 août 1942
  -  France : 2 octobre 1946

## Distribution
- Cary Grant (VF : Marc Valbel) : Leopold Dilg alias Joseph
- Jean Arthur (VF : Luce Clament) : Mlle Nora Shelley
- Ronald Colman : le professeur Michael Lightcap
- Edgar Buchanan (VF : Patrick Saint-Maurice) : Sam Yates, l'avocat de Léopold
- Glenda Farrell (VF : Renée Guilhene) : Regina Bush
- Charles Dingle (VF : Pierre Michau) : Andrew Holmes, le propriétaire de la filature
- Emma Dunn : Mme Shelley
- Rex Ingram (VF : André Carnège) : Tilney
- Leonid Kinskey : Jan Pulaski
- Tom Tyler : Clyde Bracken
- Don Beddoe : Le chef de la police

Acteurs non crédités
- Alan Bridge : la sergent à l'accueil
- Lloyd Bridges : Donald Forrester
- Leslie Brooks : la secrétaire
- Ralph Dunn : un sergent
- Clyde Fillmore : le sénateur James Boyd
- Edward Hearn : un sergent
- Clarence Muse : le concierge de la Cour suprême
- Dan Seymour : le maître d'hôtel de la boîte de nuit
- Frank Sully : un policier
- Frank M. Thomas : le procureur de district Scott

## Récompenses et distinctions
- Nomination pour l'oscar de la meilleure partition d'un film dramatique ou d'une comédie en 1943